# Vereinigung Volkseigener Güter

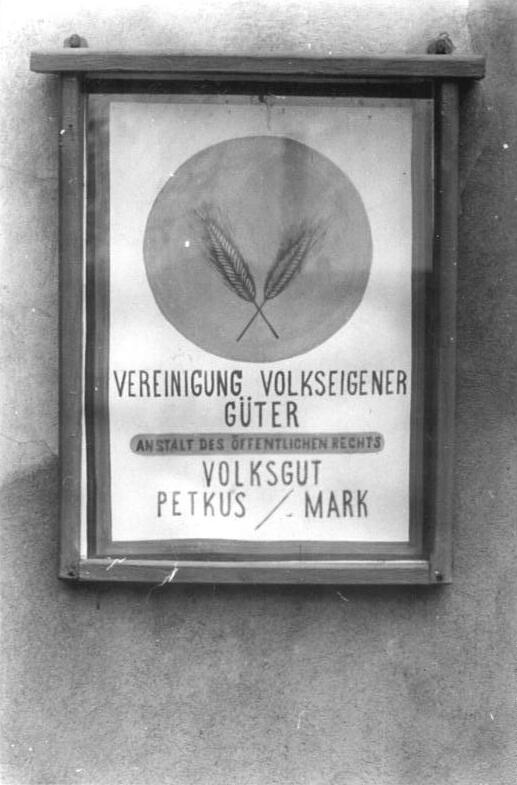
Das Schild des Volksgutes Petkus

Die Vereinigung Volkseigener Güter (VVG) war eine Organisation in der DDR. In der VVG wurden 1949 die mit der Bodenreform und Industriereform in der SBZ von 1945/46 entstandenen 669 Volkseigenen Güter, die durch fest angestellte Bauern bewirtschaftet wurden, zusammengefasst. Gelenkt wurde die VVG von der Zentralstelle der Vereinigung Volkseigener Güter (ZVVG) in Ost-Berlin aus, die 1950 in das Landwirtschaftsministerium verlegt wurde. Die einzelnen Güter unterstanden den Weisungen der 16 Gebietsvereinigungen (GVVG).